# Временное вторжение
Временно́е вторже́ние (англ. The Invasion of Time) — шестая и последняя серия пятнадцатого сезона британского научно-фантастического телесериала «Доктор Кто», состоящая из шести эпизодов, которые были показаны в период с 4 февраля по 11 марта 1978 года.

## Сюжет
После встречи с неизвестными инопланетянами, Доктор возвращается на Галлифрей вместе с Лилой и K-9. Он ведет себя очень странно и требует место президента Галлифрея, а так как другой кандидат, канцлер Гот, погиб, Доктор автоматически становится президентом. Он требует отделать свою комнату свинцом. Однако во время церемонии надев обруч, связывающий президента с матрицей, он падает на пол, корчась от боли, и его относят в комнату канцлера для отдыха.
Как только Доктор просыпается, он требует изгнать Лилу из Цитадели, так как она инопланетянка. Затем он идёт в ТАРДИС и приказывает K-9 отключить силовой барьер вокруг планеты. Вернувшись в Паноптикон, главный зал, он со смехом наблюдает появление трех пришельцев.
Доктор советует повелителям времени, включая канцлера Борусу, принять новых хозяев, варданцев, и требует канцлера в свой офис. Оказывается, варданцы могут путешествовать вдоль волн и читать мысли, но не могут проникнуть через свинец. Он послал Лилу, чтобы защитить её саму. По плану Борусу помещают под домашний арест, а на его место ставят кастеляна Келнера, который начинает высылку неугодных из Цитадели. Тем временем Лила уходит в пустоши вместе с Родан, обслуживающей силовой барьер, и встречают там племя изгнанников и его лидера Несбина, которых она убеждает вскоре начать атаку на Цитадель.
Доктор переманивает на свою сторону Андреда, одного из стражников, и объясняет, что хочет, чтобы они приняли свою настоящую форму, чтобы он мог заключить их планету во временную петлю. Чтобы вернуть доверие, он делает большую дырку в силовом поле планеты, и варданцы появляются в своем настоящем виде, тем самым дав K-9 координаты их планеты, которую тот заключает в петлю. Захватчики исчезают, а до Паноптикона добираются Лила с дикарями, но празднование обрывает появление отряда сонтаранцев во главе с командиром Стором (Дерек Дидман).
Оказывается, что варданцев наняли сонтаранцы, чтобы захватить Галлифрей. Доктор пытается выведать у Борусы местонахождение Ключа Рассилона, потерянной регалии президента. Родан с помощью ТАРДИС чинит силовое поле планеты, но сонтаранцы, с помощью Келнера получив доступ к ТАРДИС, начинают погоню за Доктором. Лила и дикари убивают сонтаранцев, а Родан под гипнозом и K-9 собирают дематериализационную пушку. С помощью Ключа Рассилона она стирает жертв из времени. Доктор забирает её и сталкивается со Стором в Паноптиконе. Тот пытается уничтожить Глаз Гармонии с помощью бомбы, но Доктор уничтожает Стора с помощью пушки, что стирает бомбу, память Доктора о прошедших событиях и саму пушку. Келнера арестовывают, а Боруса начинает восстановление Галлифрея.
Доктор готов к отлёту, но Лила остается на Галлифрее, так как влюбилась в Андреда. K-9 также решает остаться, чтобы присматривать за хозяйкой. ТАРДИС улетает, и Доктор выталкивает коробку с надписью «K-9 Mk. II».

## Трансляции и отзывы
| Эпизод            | Дата показа     | Продолжительность | Телезрители (в миллионах) |
| ----------------- | --------------- | ----------------- | ------------------------- |
| «Часть 1»         | 4 февраля 1978  | 25:00             | 11,2                      |
| «Часть 2»         | 11 февраля 1978 | 25:00             | 11,4                      |
| «Часть 3»         | 18 февраля 1978 | 25:00             | 9,5                       |
| «Часть 4»         | 25 февраля 1978 | 23:21             | 10,9                      |
| «Часть 5»         | 4 марта 1978    | 25:00             | 10,3                      |
| «Часть 6»         | 11 марта 1978   | 25:44             | 9,8                       |
| [ 1 ] [ 2 ] [ 3 ] |                 |                   |                           |